# セーリングワールドカップ
セーリングワールドカップは、ワールドセーリングが主催するレガッタの国際大会シリーズ。2008-09年シーズンに創設された。実施種目には、オリンピックとパラリンピックで採用されている艇種を採用している。ワールドセーリングが統括するランキング上位者がシリーズで世界を転戦し、総合ポイントによりチャンピオンが決定する。
ワールドカップは当初、主要なレガッタであったセールメルボルン（英語版、メルボルン）、マイアミOCR（英語版、マイアミ）、トロフェオ・プリンセサ・ソフィア（スペイン語版、パルマ・デ・マヨルカ）、スメーヌ・オリンピック・フランセーズ（イェール）およびデルタ・ロイト・レガッタ（メーデンブリック（蘭語版））で構成されていた。

## シーズン
| シーズン | レガッタ                                                             |
| 2008–09  | メルボルン、マイアミ、パルマ、イェール、メーデンブリック、ウェイマス |
| 2009–10  | メルボルン、マイアミ、パルマ、イェール、メーデンブリック、ウェイマス |
| 2010–11  | メルボルン、マイアミ、パルマ、イェール、メーデンブリック、ウェイマス |
| 2011–12  | メルボルン、マイアミ、パルマ、イェール、メーデンブリック、ウェイマス |
| 2012–13  | メルボルン、マイアミ、パルマ、イェール                               |
| 2013–14  | 青島、メルボルン、マイアミ、パルマ、イェール                         |
| 2014     | 青島、アブダビ（最終）                                               |
| 2015     | メルボルン、マイアミ、イェール、ウェイマス、青島、アブダビ（最終）   |
| 2016     | メルボルン、マイアミ、イェール、ウェイマス、青島、メルボルン（最終） |
| 2017     | マイアミ、イェール、サンタンデール（最終）                           |
| 2018     | 蒲郡、マイアミ、イェール、マルセイユ（最終）                         |
| 2019     | 江の島、マイアミ、ジェノヴァ、マルセイユ（最終）                     |
| 2020     | 江の島、マイアミ、ジェノヴァ、江の島（最終）                         |